# TLD
Un TLD sau domeniu de nivel superior (top-level domain în engleză) este ultima parte componentă a unui nume de domeniu în Internet. De exemplu, în cazul domeniului wikipedia.org, TLD-ul este org.
Domeniile de nivel superior sunt gestionate de către IANA- Internet Assigned Numbers Authority (autoritatea pentru atribuirea numelor și numerelor în Internet). Acestea sunt de trei tipuri:
- domenii naționale (ccTLD - country code TLD): folosite de țări sau de teritorii dependente. Au lungimea de două litere, de exemplu ro pentru România.
- domenii generice (gTLD - generic top-level domain): folosite (cel puțin teoretic) de anumite categorii de organizații (de exemplu, com pentru organizații comerciale). Are trei sau mai multe litere. Aproape toate gTLD-urile sunt disponibile indiferent de țară, cu excepția domeniilor gov și mil, care, din motive istorice, sunt folosite doar de către guvernul și respectiv armata Statelor Unite, precum și edu, care din 2001 este deschis doar instituțiilor educaționale din SUA.
- domenii de infrastuctură: arpa este deocamdată singurul asemenea domeniu.